# Slangerup Kommune
| Strukturdaten       | Strukturdaten         |
| ------------------- | --------------------- |
| Sitz der Verwaltung | Slangerup             |
| Fläche              | 45,57 km2             |
| Einwohner           | 9.028 (2003)          |
| Kommune seit 2007   | Frederikssund Kommune |

Slangerup Kommune war bis Dezember 2006 eine dänische Kommune im damaligen Frederiksborg Amt auf der Insel Seeland. Seit Januar 2007 ist der größte Teil zusammen mit der “alten” Frederikssund Kommune, der Skibby Kommune und der Jægerspris Kommune Teil der neuen Frederikssund Kommune. Der Wahlbezirk Uvelse schloss sich der Hillerød Kommune an.